# 罗克河 (波托马克河支流)
罗克河（或翻译为“岩溪”）是波托马克河的一条支流，最终注入大西洋的切萨皮克湾。罗克河全长52.5千米，流域面积约为198平方千米。